# Белая Дача (Котельники)

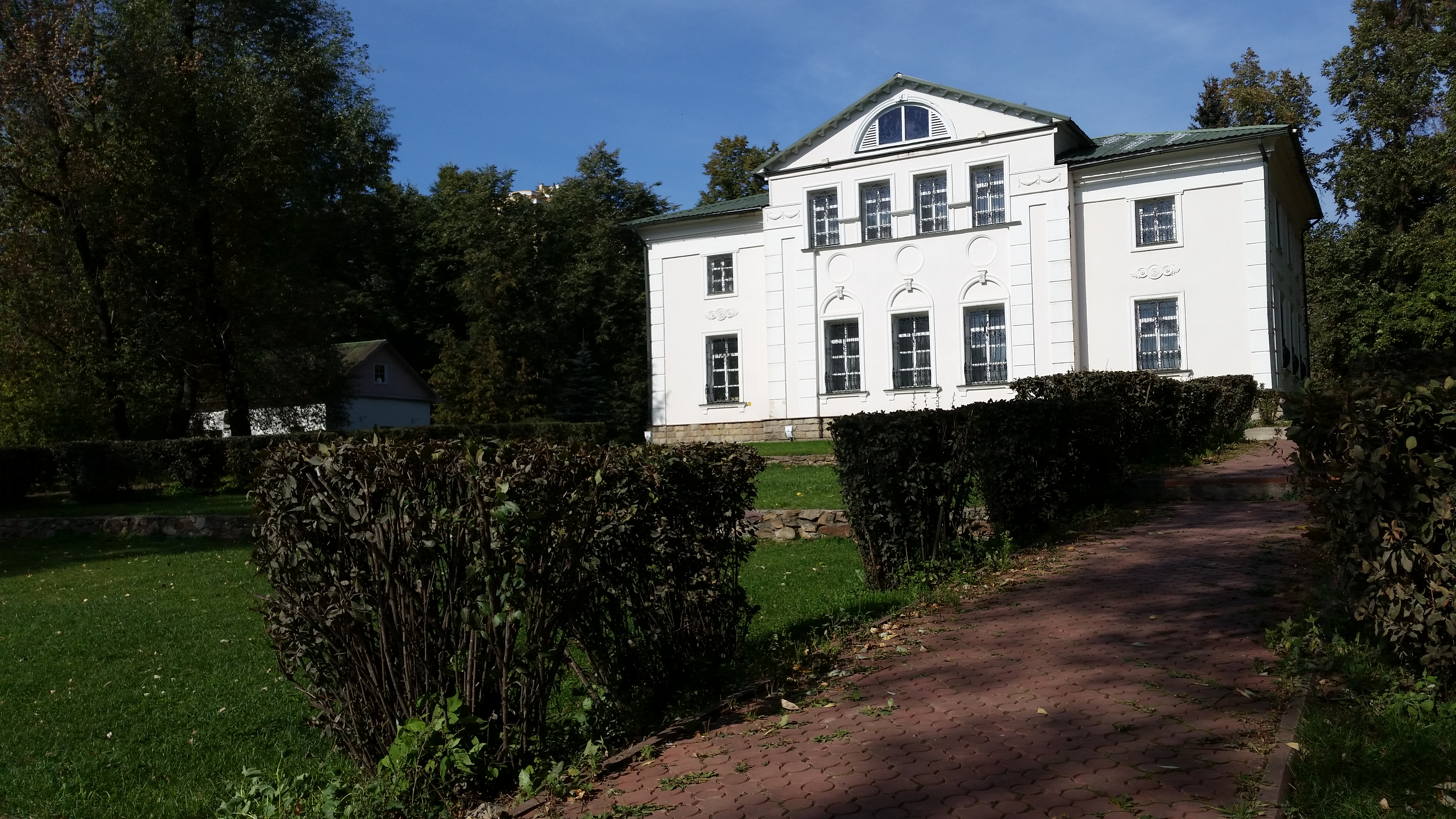

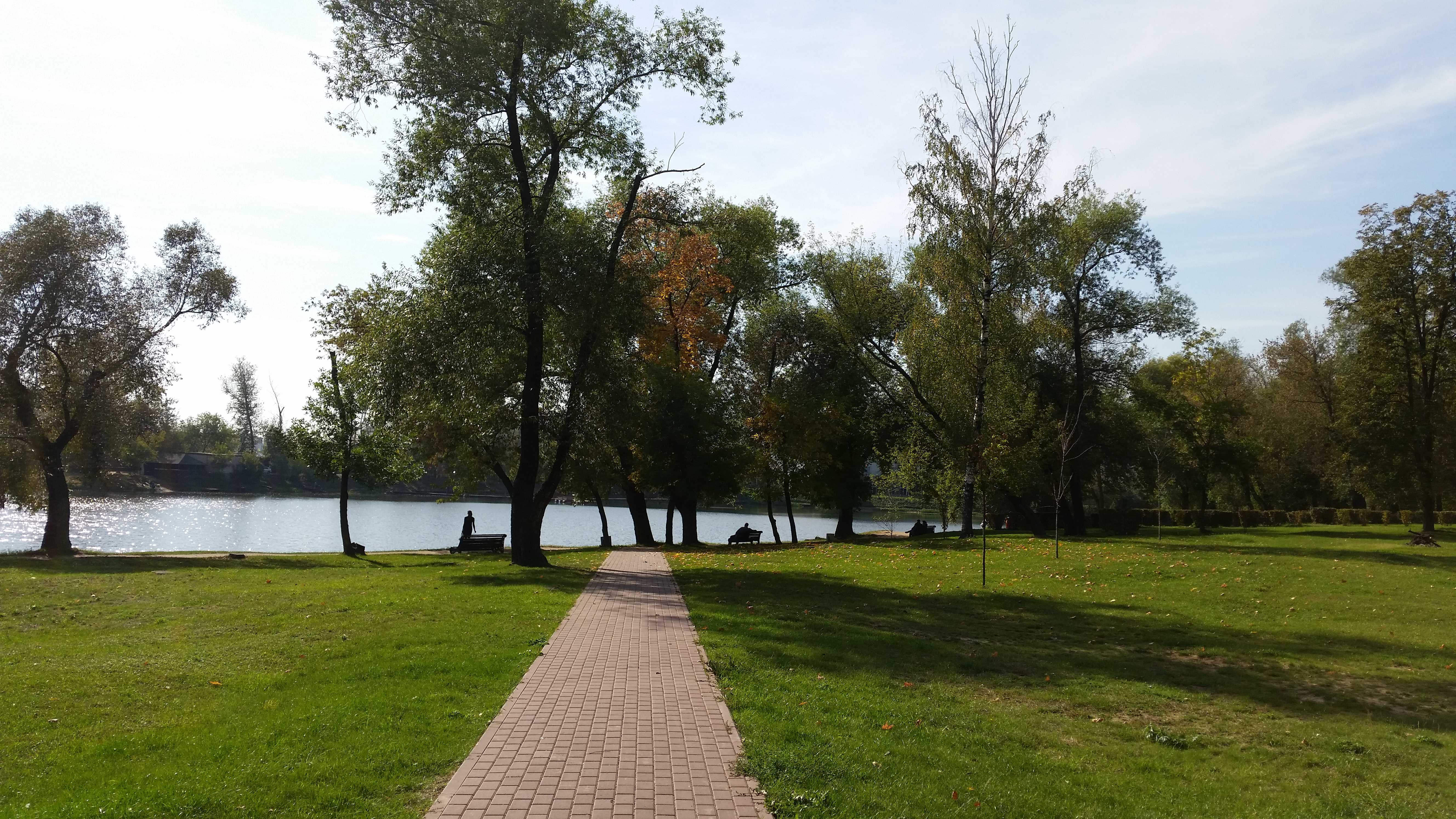

Белая Дача — микрорайон города Котельники Московской области. В прошлом отдельный посёлок.

## История
Сельцо «Покровское» существовало на месте современного микрорайона как минимум с XVII века. В начале 18 века усадьбой, предшествовавшей ныне существующей, владел генерал Ф. П. Балк-Полев
Существующий поныне белый усадебный дом был выстроен Николаем Яковлевичем Аршеневским, бывшим генерал-майором, тайным советником, смоленским и астраханским губернатором, который, выйдя в отставку устроил в селе Покровском свою загородную резиденцию. Главный дом был построен в 1798-м году, рядом с ним были выкопаны пруды и обустроены сады. Усадьба стала именоваться «Дача Аршеневских», или боярской дачей. Тогда слово «дача» стало постепенно закрепляться и за всей прилегающей местностью. За белый же цвет стен в народе стало употребляться словосочетание «Белая Дача».
После Аршеневских усадьбой владела помещица Софья Васильевна Шумова (1890), и Кожевников (до 1917).
После Октябрьской Революции усадьба была передана рабочим Люберецкого завода жатвенных машин им. Ухтомского и в ней с 1918 года располагались столовая и общежитие. Изначально рабочие основали артель под названием «Труд», в 1928 году она упоминается в путеводителе как совхоз ГЛЗ им. Ухтомского, а с 1933 года в официальных бумагах появляется наименование «Совхоз „Белая Дача“»
Рядом с совхозом и усадьбой рос и одноимённый рабочий посёлок, который в 1938 году административно вошёл в состав объединённого рабочего посёлка «Котельники».
После войны совхозный посёлок застраивался в основном домами серии Т-3 (предположительно их строили пленные немцы)
Совхоз «Белая Дача» был одним из самых передовых в СССР. В 1954 году Совхоз «Белая Дача» проводит эксперименты по новым методам откорма и содержания скота. В 1955 году в совхозе построен самый крупный в стране тепличный комбинат. Была создана собственная биолаборатория, которая к 1958 году разработала способ выращивания урожая овощей без применения ядохимикатов
21 января 1964 года совхоз «Белая Дача» посетил Фидель Кастро
В 1962—1972 годах совхозом руководил М. Е. Давыдов. При нём на прудах была устроена зона отдыха с песчаным пляжем и лодочной станцией. Также при Давыдове начала собираться коллекция будущего музея. За высокие показатели он был награждён званием героя социалистического труда, а «Белую Дачу» стали называть «кремлёвской грядкой». Сам посёлок также преобразился на месте бараков были выстроены современные жилые дома со всеми удобствами.
К 1982 году для совхозоуправления было построено новое здание, а в усадьбе разместился музей, его официальное открытие состоялось в 1985 году. Музей существует и поныне. В нём есть экспозиции посвящённые истории совхоза, а также экспозиция рассказывающая об истории овощеводства в России со времён Ивана Грозного, рассказывается о подвесных садах в боярских усадьбах, кроме того проводятся различные художественные выставки, приёмы делегаций, вечера камерной музыки (в другом помещении усадьбы).
После распада СССР для «Белой Дачи», как и для всей страны началась эпоха перемен. Совхоз был преобразован в Агрофирму и изменил форму собственности на ЗАО. Посёлок в 1990-х годах начал приходить в упадок.
В 1996 произошло окончательное слияние нескольких до того сохраняющих определённую степень автономии посёлков в единый посёлок «Котельники», и «Белая Дача» стала микрорайоном.
В начале XXI века, «Белая Дача» испытала самые грандиозные изменения в своей истории. Большинство теплиц было разрушено. В микрорайоне была построена самая большая в Европе МЕГА-ИКЕЯ, при этом были засыпаны 2 из 3-х прудов и снесены свинарники. Рядом со старыми домами, в основном малоэтажными выросли новые многоэтажки, что существенно увеличило и численность населения.
В 2023 году территория парка и Усадьба были отреставрированы.  После проведённых работ полностью реконструированы пешеходные дорожки, отреставрировано здание усадьбы, обновлены интерьеры, устроен Музей памяти семьи Императора Николая II с бесплатным посещением, правый павильон (бывший цветочный магазин) реконструируется под  мини-пекарню с дровяной печью.

## Достопримечательности
- Усадьба «Белая Дача» с музеем
- Памятник воинам павшим в Великую Отечественную войну — «Летят журавли», открытый 8 мая 1976[8]
- Храм Виктора-воина, сооружённый по проекту мастеров Свято-Данилова монастыря. Заложен 31 мая 2009 патриархом Кириллом, окончен в 2011 году.